# Ademuz
Ademuz – gmina w Hiszpanii, w prowincji Walencja, we wspólnocie autonomicznej Walencja, o powierzchni 100,42 km². W 2011 roku liczyła 1258 mieszkańców.